# Sergei Mikhailovich Voronin
Sergei Mikhailovitch Voronin (Серге́й Миха́йлович Воро́нин en ruso; 11 de marzo de 1946 - 18 de octubre de 1997) fue un matemático ruso especializado en teoría de números. Es conocido por un teorema que demuestra que la franja crítica de la función zeta de Riemann posee la propiedad de universalidad.
También trabajó en teoría de números aditiva y aplicaciones de la teoría de números al análisis numérico. Así mismo, estaba interesado en la historia de las matemáticas.

## Primeros años y educación
Su padre era ingeniero petrolero y su madre, maestra. Creció en Buguruslán, en la región de Oremburgo. Estudió piano en una escuela de música, y tras participar con éxito en concursos de matemáticas, asistió a cursos de verano de matemáticas en Moscú. En 1963, se trasladó a un internado especial de matemáticas en Moscú. En 1964, ingresó en la Universidad Lomonosov, donde estudió teoría analítica de números con Anatoli Karatsuba. En 1972, se doctoró sobre la función zeta de Riemann con la tesis "El estudio del comportamiento de la función zeta de Riemann", dirigida por Yulij Ilyashenko.
Fue profesor de teoría de números en la Universidad Pedagógica Estatal de Moscú.

## Carrera
En su disertación, Voronin demostró que la función zeta de Riemann no obedece a una ecuación diferencial continua. En 1975, como parte de su tesis de habilitación, demostró su teorema de universalidad según el cual cualquier función analítica continua no nula en un disco circular puede aproximarse mediante la función zeta de Riemann dentro de la franja crítica {\displaystyle {\tfrac {1}{2}}<\mathrm {Re} \,s<1}.
El teorema muestra el comportamiento caótico de la función zeta de Riemann en la franja crítica. También estudió la distribución de ceros de otras funciones zeta (Dirichlet, Epstein). Por ejemplo, en 1980 demostró que ciertas funciones (en este caso, la función de Davenport-Heilbronn), seguida poco después por algunas funciones zeta de Epstein) que se definen en el semiplano derecho mediante una serie de Dirichlet y satisfacen una ecuación funcional similar a la de la función zeta de Riemann, pero para las cuales no se cumple la hipótesis de Riemann, presentan, sin embargo, una acumulación anormal de ceros en la línea crítica.

## Teorema de universalidad de Voronin
Sea {\displaystyle f} una función continua que no tiene ceros y es analítica dentro del disco circular {\displaystyle D(r)} con {\displaystyle 0<r<{\tfrac {1}{4}}}. Entonces, para cada número real {\displaystyle \epsilon >0}, existe un número real {\displaystyle \tau >0} de tal manera que, para {\displaystyle |s|\leq r}, {\displaystyle |\zeta (s+{\tfrac {3}{4}}+i\tau )-f(s)|<\epsilon }.
El teorema también es válido para las funciones L de Dirichlet generales, y puede formularse de modo que las funciones continuas, no nulas y analíticas {\displaystyle f} en discos circulares {\displaystyle D(r)} que se encuentran en la franja {\displaystyle {\tfrac {1}{2}}<\mathrm {Re} \,s<1}, se pueden aproximar uniformemente con precisión arbitraria en {\displaystyle D} por traslaciones de la función zeta de Riemann a lo largo del eje imaginario {\displaystyle \zeta (s+i\tau )}. Por ejemplo, Bhaskar Bagchi lo generalizó de discos circulares{\displaystyle {\tfrac {1}{2}}<\mathrm {Re} \,s<1}. a dominios {\displaystyle D} que están simplemente conectados y son compactos, y se encuentran en la tira {\displaystyle {\tfrac {1}{2}}<\mathrm {Re} \,s<1}.
La hipótesis de Riemann es equivalente al teorema de que la propia función zeta de Riemann también puede aproximarse uniformemente en el sentido del teorema de universalidad de Voronin.

## Publicaciones seleccionadas
- Voronin S. M., “The Darboux–Whitney Theorem and Related Questions”, Nonlinear Stokes Phenomenon, Adv. in Sov. Math., 14, ed. Yu. Ilyashenko, Providence, 1993, 139–233  mathscinet  zmath
- Elizarov P., Ilyashenko Yu., Shcerbakov A., Voronin S., “Finitely generated groups of germs of one-dimensional conformal mappings, and invariants for complex singular points of analytic foliations of the complex plane”, Nonlinear Stokes Phenomenon, Adv. in Sov. Math., 14, ред. Yu. Ilyashenko, Providence, 1993, 57–105  mathscinet  zmath
- Voronin S. M., Grinchii A. A. \pper Analytic classification of saddle resonant singular points of holomorphic vector fields on complex plane, J. of Dynamical and Control Systems, 2:1 (1996), 21–53  crossref  mathscinet  zmath
- Voronin S. M., “Orbitalnaya analiticheskaya ekvivalentnost vyrozhdennykh osobykh tochek golomorfnykh vektornykh polei na kompleksnoi ploskosti”, Differentsialnye uravneniya s veschestvennym i kompleksnym vremenem, Trudy Matematicheskogo instituta im. V. A. Steklova, 213, 1997, 35–55  mathscinet  zmath
- A. A. Karatsuba, S. M. Voronin "The Riemann Zetafunction", De Gruyter 1992, ISBN 978-3-11-013170-3